# 282

## Esdeveniments
- setembre - Imperi Romà: Marc Aureli Car és proclamat emperador, després de l'assassinat de Probe.

## Necrològiques
- setembre - Sírmium (Pannònia): Marc Aureli Probe, emperador romà, assassinat pels seus soldats.